# 台蚁蛛
台蚁蛛（学名：Myrmarachne formosicola），又名擬臺灣蟻蛛，为跳蛛科蚁蛛属的动物。分布于台湾岛等地。该物种的模式产地在台湾。